# Archigallo
Archigallo (in gallese Arthal; fl. III secolo a.C.) fu, secondo la Historia Regum Britanniae di Goffredo di Monmouth, un re leggendario della Britannia.
Era il secondo figlio di re Morvido e fratello di Gorboniano, Eliduro, Ingenio e Pereduro.
Il suo comportamento, malvagio e vessatorio verso i nobili, provocò la loro rivolta e la cacciata di Archigallo, che fu rimpiazzato dal fratello Eliduro. Cinque anni dopo scoprì che il fratello vagava nella foresta di Calaterio e lo andò a cercare. Dopo averlo riabbracciato, lo portò in segreto in una città vicina. Fingendo di avere una malattia, ordinò a tutti i nobili di fargli visita in quella città. Una volta là, sotto la minaccia della pena di morte ordinò a tutti loro di rinnovare la fedeltà ad Archigallo. Fatto ciò, Eliduro portò Archigallo a York, rinunciando alla corona a rimettendo sul trono il fratello.
Il suo secondo regno, durato dieci anni, fu invece pacifico e giusto. Una volta morto, Archigallo fu sepolto a Leicester e a lui successe Eliduro.